# Tấn công Đại sứ quán Hoa Kỳ tại Baghdad
Cuộc tấn công Đại sứ quán Mỹ năm 2019 tại Iraq đã xảy ra ở Baghdad, Iraq vào ngày 31 tháng 12 năm 2019. Dân quân Iraq, người biểu tình ủng hộ Iran, và những người ủng hộ Kata'ib Hezbollah, lực lượng dân quân được Iran hậu thuẫn, đã tấn công Đại sứ quán Hoa Kỳ để đáp trả cuộc không kích của Hoa Kỳ vào ngày 29 tháng 12 năm 2019 giết chết 25 chiến binh của Kata'ib Hezbollah Hàng ngàn người biểu tình và các chiến binh dân quân hô vang "Cái chết cho nước Mỹ", ném đá và vẽ graffiti trên tường. Nhiều người tham gia cuộc biểu tình ở Iraq năm 2019-20 lên án cuộc không kích của Mỹ đối với Kata'ib Hezbollah và ủng hộ các cuộc biểu tình tại Đại sứ quán nói: "điều xảy ra tại Đại sứ quán Hoa Kỳ là một phản ứng tự nhiên đối với cuộc tấn công của Hoa Kỳ đối với các vị trí Hashd ở Iraq". Họ lên án cuộc tấn công vào đại sứ quán Mỹ bởi những người ủng hộ nhóm chiến binh Iraq rằng "chúng tôi đang ở đây với trọng tâm là phong trào phản kháng hòa bình" và họ nói thêm rằng "đám đông ở Vùng Xanh không đại diện cho chúng tôi. Chúng tôi muốn thay đổi hòa bình."

## Bối cảnh
Vào ngày 27 tháng 12 năm 2019, căn cứ không quân K-1 ở tỉnh Kirkuk, Iraq, một trong nhiều căn cứ quân sự của quân đội Iraq, nơi tổ chức của Chiến dịch Giải quyết Kế thừa (OIR) đã bị hơn 30 tên lửa tấn công, giết chết một nhà thầu dân sự Mỹ và làm bị thương bốn người Mỹ là thành viên dịch vụ cùng hai nhân viên lực lượng an ninh Iraq. Hoa Kỳ đổ lỗi cho lực lượng dân quân Kata'ib Hezbollah do Iran hậu thuẫn, một nhóm nhỏ của Lực lượng Huy động Nhân dân (PMU) của Iraq đã tấn công.
Vào khoảng 11 giờ sáng EST ngày 29 tháng 12 năm 2019, Hoa Kỳ đã ném bom năm vị trí của Kata'ib Hezbollah trên lãnh thổ Iraq và Syria. Theo Lầu Năm Góc, Hoa Kỳ nhắm vào ba địa điểm ở Iraq và hai ở Syria, bao gồm các kho tàng vũ khí và các địa điểm chỉ huy. Theo các nguồn tin của Iraq, ít nhất 25 chiến binh dân quân đã thiệt mạng và 55 người bị thương. Theo các nguồn tin an ninh và từ dân quân Iraq, ít nhất bốn chỉ huy Kata'ib Hezbollah địa phương nằm trong số những người thiệt mạng, một trong số họ là mục tiêu tại vị trí trụ sở của nhóm dân quân gần huyện Al-Qa'im dọc biên giới phía tây với Syria. Các quan chức cho biết cuộc ném bom là một phản ứng trực tiếp đối với việc giết chết nhà thầu dân sự Mỹ.

## Cuộc tấn công
Vào ngày 31 tháng 12 năm 2019, hàng trăm người biểu tình ủng hộ Iran đã bao vây Đại sứ quán Hoa Kỳ tại Baghdad để yêu cầu chấm dứt "sự can thiệp" của Hoa Kỳ vào nước này. Phất cờ của các đơn vị Lực lượng Huy động Nhân dân, đám đông hô vang "xuống, xuống đi Hoa Kỳ".
Hàng chục dân quân Shiite Iraq và những người ủng hộ của họ đã đột nhập vào đại sứ quán, đập vỡ cánh cửa chính và phóng hỏa khu vực tiếp tân. Họ tấn công cổng, cửa sổ và cửa ra vào. Khoảng 100 lính thủy đánh bộ Mỹ được giao cho một đơn vị ứng phó khủng hoảng ở Kuwait - Lực lượng đặc nhiệm không quân trên biển - Ứng phó khủng hoảng - Bộ tư lệnh trung tâm (SPMAGTF-CR-CC) đã được gửi đến để bảo vệ đại sứ quán. Thủy quân lục chiến Hoa Kỳ bắn đạn hơi cay vào nhóm dân quân, không có bất kỳ thương tích đáng kể nào đối với người biểu tình hoặc lính bảo vệ. Bộ Ngoại giao Mỹ cho biết tất cả nhân viên Mỹ đã an toàn và rằng không có kế hoạch sơ tán Đại sứ quán nào.

## Hậu quả
Vào ngày 31 tháng 12 năm 2019, Bộ trưởng Quốc phòng Hoa Kỳ Mark Esper tuyên bố triển khai ngay lập tức một tiểu đoàn bộ binh gồm khoảng 750 binh sĩ từ Sư đoàn Dù 82 đến Trung Đông. Ông không chỉ định đích đến của họ, nhưng một quan chức Mỹ quen thuộc với quyết định này cho biết họ sẽ tới Kuwait. Esper cho biết các binh sĩ bổ sung từ lữ đoàn triển khai nhanh của Sư đoàn Dù 82 được gọi chính thức là Lực lượng phản ứng tức thời, chuẩn bị triển khai trong vài ngày tới. 750 binh sĩ triển khai ngay lập tức ngoài 14.000 lính Mỹ được gửi đến khu vực Vịnh Ba Tư kể từ tháng 5 năm 2019 để đáp lại những lo ngại về khả năng tấn công của Iran..
Vào ngày 1 tháng 1 năm 2020, những người ủng hộ dân quân được Iran hậu thuẫn bao vây xung quanh đại sứ quán Mỹ ở Baghdad rút lui sau hai ngày biểu tình.

### Phản ứng chính thức
- Hoa Kỳ Vào ngày 31 tháng 12 năm 2019, Tổng thống Hoa Kỳ Donald Trump tuyên bố Iran thực hiện cuộc tấn công vào đại sứ quán và nói thêm rằng họ sẽ phải chịu trách nhiệm hoàn toàn.[23] Chính phủ Hoa Kỳ cũng cho biết không có kế hoạch sơ tán đại sứ quán ở Baghdad và các lực lượng hỗ trợ đã được gửi đến.[23]
- Iran Vào ngày 31 tháng 12 năm 2019, Bộ Ngoại giao Iran đã phủ nhận Iran đứng sau các cuộc biểu tình tại Đại sứ quán Mỹ ở Iraq và cảnh báo đáp lại bất kỳ cuộc tấn công nào sau khi Tổng thống Mỹ Donald Trump đổ lỗi cho Teheran về vụ tấn công.[24] Lãnh đạo tối cao của Iran đã gửi một thông điệp "Nếu Iran muốn chiến tranh với một quốc gia, họ sẽ tấn công trực tiếp."[25][26]